# كيث كنودسن
كيث كنودسن (بالإنجليزية: Keith Knudsen)‏ هو موسيقي وكاتب أغاني وطبال ومغني أمريكي، ولد في 18 فبراير 1948 في لي مارس في الولايات المتحدة، وتوفي في 8 فبراير 2005 في كنتفيلد ‏ في الولايات المتحدة بسبب ذات الرئة.

## وصلات خارجية
- كيث كنودسن على موقع IMDb (الإنجليزية)
- كيث كنودسن على موقع ميوزك برينز (الإنجليزية)
- كيث كنودسن على موقع إن إن دي بي (الإنجليزية)
- كيث كنودسن على موقع ديسكوغز (الإنجليزية)
- كيث كنودسن على موقع قاعدة بيانات الفيلم (الإنجليزية)